# Александрос Заимис
Александрос Заимис (грч. Αλέξανδρος Ζαΐμης; Атина, 9. новембар 1855 — Беч, 15. септембар 1936) је био грчки премијер, министар унутрашњих послова, министар правде и високи комесар острва Крит. Службовао је као премијер шест пута.

## Детињство, младост и породица
Рођен је у Атини и био је син Трасивулоса Заимиса, бившег премијера Грчке, и Елене Моруци. Његов брат је био Асимакис Заимис. Са очеве стране био је унук Андреаса Заимиса, још једног бившег премијера Грчке, који је у сродству са чувеном породицом Калавритан која је имала битну улогу у Рату за независност Грчке 1821. године. Са мајчине стране био је потомак чувене породице Фанариота. Његова породица је живела у Керпини, Калаврита.
Студирао је право на Универзитету у Атини и на Универзитету у Хајделбергу. Такође се школовао и на Универзитетима у Лајпцигу, Паризу и Берлину.

## Политичка каријера
Александрос се укључио у политику након смрти оца, који је био изабрани представник парламента за Калавриту. Постао је члан парламента 1885. године. Био је министар унутрашњих послова и министар правде у влади Теодороса Делиђаниса (1890—1892), а затим и Председник Парламента (1895—1897). Први пут је изабран за премијера 1897. године.

## Постављење за високог комесара
1906. године је постављен као Ипатос армостис (Високи комесар) острва Крит и председавао је током најбурнијег периода у историји овог острва током којег је дошло de factо до уније између Крита и Грчке 1908. године.